# 鳥取市立美穂小学校
鳥取市立美穂小学校（とっとりしりつ みほしょうがっこう）は、かつて鳥取県鳥取市上味野にあった公立小学校である。

## 概要
鳥取市上味野の日蓮宗清照寺に小学校を設置したのが始まりである。本校は上味野に置かれ、また下味野には一時期分教場が置かれていた。
下味野分教場は、1890年（明治23年）に日本で初めて農繁期託児所を開設した下味野の筧雄平が、学校までの距離が約1.9kmあり余裕もく就学児童は皆無であったことを憂い分教場の必要性を唱えて美穂村長に寄付願を提出し、金200円寄付したことから建設された。
1966年（昭和41年）4月1日に鳥取市立大和小学校と統合し、鳥取市立美和小学校となった。

## 沿革
- 1872年（明治5年） - 上味野村の清照寺に上味野小学校を開設。
- 1873年（明治6年）5月9日 - 上味野小学校および長谷小学校が開校（統合後の美和小学校はこの日を創立記念日としていた）。
- 1877年（明治10年）1月11日 - 字中土居に新築移転し、猪子・下味野に支校を置く。
- 1883年（明治16年）4月1日 - 上味野小学校を本校とし、下味野分校・長谷分校・猪子分校となる。
- 1887年（明治20年）4月1日 - 高草郡第一尋常小学区上味野尋常小学校となる。長谷簡易小学校、猪子簡易小学校となる。
- 1889年（明治22年）10月1日 - 町村制施行により美穂村発足、所在地が美穂村大字上味野村となる。
- 1890年（明治23年） - 上味野村字西川上割地内に移転。
- 1892年（明治25年）8月1日 - 下味野分校を上味野小学校に合併、校舎を字中土居に建築。建築用材は旧鳥取城の一部払い下げを受ける。
- 1899年（明治32年）7月1日 - 筧雄平等の寄附により下味野分教場開設。
- 1900年（明治33年）4月1日 - 気高郡（旧高草郡）のうち、千代水村以外の17ヶ村が組合立高草高等小学校を松保村大字里仁に設置[4]。
- 1901年（明治34年）6月25日 - 高草高等小学校美穂分教場開設。
- 1904年（明治37年）4月16日 - 美穂分教場を美穂高等小学校と改称。
- 1906年（明治39年）12月1日 - 皇太子嘉仁親王（後の大正天皇）の山陰行啓を記念して美穂高等小学校を東高等小学校と改称。
- 1909年（明治42年）5月1日 - 上味野尋常高等小学校となる。東高等小学校の校舎を購入して一部生徒を収容、11月より新校舎に全生徒を収容。
- 1910年（明治43年）
  - 5月18日 - 上味野尋常高等小学校を上味野字フケ地内（廃校までの所在地）に新築し、開校式。
  - 8月1日 - 美穂尋常高等小学校と改称。
- 大正年間に美穂農業補修学校を附設と推定（設置年月日不明、大正13年3月24日付の終了証書あり）。
- 1915年（大正4年）12月30日 - 御真影奉安所落成。
- 1918年（大正7年）5月14日 - 校歌制定。
- 1921年（大正10年） - 下味野分教場廃止、美穂尋常高等小学校に統合。
- 1925年（大正14年）8月18日 - 校舎改築竣工。
- 1926年（大正15年） - 青年訓練所を附設。
- 1940年（昭和15年）3月30日 - 農業補修学校と青年訓練所を統合し、青年学校を小学校に併置[5]。
- 1941年（昭和16年）4月1日 - 国民学校令により美穂国民学校と改称。
- 1943年（昭和18年）
  - 3月31日 - 美穂村青年学校廃止[6]。
  - 4月 - 大和村外二ヶ村学校組合立千代青年学校（大和村・美穂村・神戸村の組合立）を大和村大字倭文65番地に設置し、独立校舎に移行[7][8]。
- 1947年（昭和22年）4月1日 - 学制改革により美穂村立美穂小学校と改称。
- 1952年（昭和27年）10月8日 - 北校舎（木造瓦葺2階建8教室）竣工。
- 1953年（昭和28年）
  - 5月 - 小学校内に美穂村立保育所開所。
  - 7月1日 - 美穂村が鳥取市に編入され、鳥取市立美穂小学校となる。
- 1966年（昭和41年）
  - 3月31日 - 美穂小学校閉校。
  - 4月1日 - 美穂・大和の両小学校を名目統合して鳥取市立美和小学校とする。新校舎完成まで両小学校をそのまま使用。
- 1967年（昭和42年）
  - 3月24日 - 美和小学校新校舎竣工。
  - 3月26日 - 移転完了、美穂校舎廃止。
  - 4月3日 - 実質統合に伴い開校式を挙行。

（参考文献：・）

## 通学区域
- 旧美穂村域

## 進学先中学校
- 鳥取市立美和中学校（昭和37年度まで）
- 鳥取市立江山中学校（昭和38年度以降）

## 出身者
- 矢部貞治（政治学者、評論家）

## 廃校後
本校跡地は1970年（昭和45年）12月より株式会社日昭電機製作所鳥取工場となっている。
また下味野分教場があった場所には1926年（大正15年）2月に下味野公会堂が竣工し、現在は老人会館となっている。